# Jo Marie Dominiak
Jo Marie Dominiak (* 18. Mai 1996 in Dortmund) ist eine deutsche Sängerin und Songwriterin.

## Persönliches
Jo Marie lebt mit ihrer Familie in Lünen und studierte in Münster Kommunikationswissenschaften, ab 2017 im Master. 2020 schloss sie das Studium ab und promoviert für einen Doktorgrad.

## Karriere

### 2006–2010: Erste Castingshows
Mit 9 Jahren wurde Dominiak 2006 die neue Kinderstimme im Musical Starlight Express. Im Kiddy Contest erreichte sie 2006 das Halbfinale und 2007 das Finale mit dem Lied Gespenster, einer Coverversion zu David Bisbals Silencio. Mit den anderen Finalisten ging sie auf Tour durch Österreich. 2008 war sie bei dem von den Kiddy-Contest-Produzenten Norman Weichselbaum und Erwin Kiennast produzierten Kinderpopmusical Futura und dem dazu veröffentlichten Album vertreten. Es folgte eine Nebenrolle im Kinofilm Mein Freund aus Faro. Im Herbst ging sie dann für Constantin Entertainment auf Tour und moderierte live in mehreren deutschen Städten.  Neben diversen Auftritten 2009 erreichte Dominiak das Finale der 1. Staffel des Band- und Songwriter-Camps Teenage Rockstar und nahm eine CD auf und gab mit den anderen Finalisten Konzerte in Österreich. 2010 gewann sie von 8000 Teilnehmern zusammen mit Max Ronig Das Haus Anubis rockt Nick Talent und nahm den neuen offiziellen Das Haus Anubis-Song im Studio auf. Von 2010 bis 2013 sang sie im Ensemble von Young Stars in Concert, das von ihrer Mutter Bianca Dominiak und Freund René Thiermann organisiert wurde.

### Seit 2011: BVB-Sängerin
Dominiak, die 1996 in der Nacht eines Meisterschaftssieges des Dortmunder Fußballvereins BVB geboren worden war, ist ein großer Fan des Vereins und singt bei Auftritten häufig Fanlieder. 2009 war sie im BVB-Jahrhundertchor zum Vereinsjubiläum vertreten. Bei einer Stadionführung im April 2010 sang sie vor den leeren Rängen des Westfalenstadions die Hymne Leuchte auf, mein Stern Borussia, was ihre Mutter aufnahm und ein Jahr später auf YouTube veröffentlichte. Nachdem der Verein auf das Video aufmerksam wurde, durfte sie den Auftritt in den Westfalenhallen vor Publikum wiederholen. Im Signal Iduna Park sang sie 2014 bei der Saisoneröffnung und 2015 beim Abschiedsspiel für Dedê.
2013 war sie bei dem Song Wir sind stolz auf euch der BVB-Rapper M.I.K.I und Reece sowie 2014 auf dem Labelsampler Aus Kohle und Stahl des Dortmunder Labels Kopfnussmusik vertreten. Die BVB-Hymne Am Borsig-Platz geboren sang sie bei Dortmunder Festivals und auf Weihnachtsmärkten alleine oder zusammen mit dem Originalinterpreten Andy Schade; 2013 veröffentlichte sie eine Unplugged-Version zum Download und 2014 gemeinsam mit Andy Schade eine Acoustic-EP des Liedes. Mit dem BVB-Sänger Der Muri aus Bergkamen sang sie 2012 zur Meisterschaft des BVB Und schon wieder Meister und 2015 den Song BVB Borussia, der auf dem BVB Hits-Album erschien. 2016 nahm sie mit dem Rapper Der Wolf und dem DJ Rich Boogie im Rahmen der Marketingkampagne Dortmund überrascht die Single Dortmund zweipunktnull auf, die sie auf dem Stadtfest Dortbunt vorstellten. 2017 sang sie zum DFB-Pokal-Finale bei einer Vorführung des Dokumentarfilms You’ll Never Walk Alone von André Schäfer  und ihr erster eigener BVB-Song BVB, du bist in mir wurde auf der offiziellen BVB-CD veröffentlicht.
Seit 2017 tritt sie beim BVB-Weihnachtssingen im Signal Iduna Park auf. 2019 sang sie im Deutschen Fußballmuseum bei der Veranstaltung „Schwarzgelbe Geschichten“ zum Jubiläum des Pokalsiegs 1989.

### Seit 2013: Eigene Lieder und weitere Shows
2013 produzierte Dominiak ihre erste Single namens Sometimes, die zum Download veröffentlicht wurde.
2014 bewarb Dominiak sich bei Unser Song für Dänemark, dem deutschen Vorentscheid zum Eurovision Song Contest 2014 mit der Single I fell for you. Bei den Emmawards 2014 erlangte sie mit dem Song den 2. Platz. Im selben Jahr erschienen ihre neuen Singles How We Roll zur Fußball-Weltmeisterschaft 2014, only us und Story zum Download.
Dominiak bewarb sich erneut bei Unser Song 2017, um Deutschland beim Eurovision Song Contest 2017 zu vertreten, und gelangte dort unter die Top 30. 2017 veröffentlichte sie ihre erste EP Momentaufnahme mit sechs deutschen Liedern zum Download mit der Singleauskopplung RuhrpottRomantik sowie 2018 die Single Easy. Nick Howard nahm zur Fußball-Weltmeisterschaft 2018 mit ihr eine WM-Version seiner Single Our Time auf.
2019 nahm Dominiak an der neunten Staffel von The Voice of Germany teil. Ihre Aufnahme wurde ihr beim Dortbunt-Festival per Videobotschaft ihres Lieblings-BVB-Spielers Marcel Schmelzer überbracht. Sie schied in der zweiten Runde, den Battles, aus.
Im Oktober 2020 erschien ihre neue Single Ohne mich wär die Musik genauso laut.